# Complesso Ganjali Khan
Il complesso Ganjali Khan (in lingua persiana  مجموعه گنجعلیخان  - Majmou-e-yeh Ganjali Khan) è un complesso di edifici di era safavide, sito nel centro storico di Kerman in Iran.  Il complesso è costituito da una madrasa, una piazza, un caravanserraglio, un hammam, un ab anbar (cisterna per l'acqua), una zecca, una moschea e un bazar.

## Storia
Venne costruito da Ganj Ali Khan che governò le province di Kerman, Sistan e Kandahar dal 1596 al 1621 ai tempi del safavide Shah Abbas I. Una serie di iscrizioni collocate all'interno del complesso indicano la data esatta in cui questi edifici furono costruiti. L'architetto del complesso fu Mohammad Soltani di Yazd.

## Architettura
Il complesso copre un'area di 11000 metri quadrati ed è incentrato su una grande piazza pubblica - novantanove per cinquantaquattro metri - che è allineata con il Bazar Vakil che corre in direzione est-ovest a sud. La piazza è avvolta dalle arcate del bazar a nord, sud e ovest ed è fiancheggiata dal caravanserraglio Ganjali a est. L'ingresso all'hammam Ganjali si trova lungo una sezione del Bazar Vakil, a sud della piazza, che è noto come Bazar Ganjali Khan. Il complesso è stato costruito in stile Isfahan

## Monumenti ed edifici

### Piazza Ganjali Khan
Nell'antico Iran, le piazze delle città erano situate vicino ai governatorati e costituivano luoghi di ritrovo e cerimonie. La piazza Ganjali misura novantanove metri per cinquantaquattro ed è simile alla Piazza Naqsh-e jahàn di Esfahan e alla Piazza Mir Chakhmagh di Yazd. È circondata da elementi urbani come bazar, caravanserraglio e scuole.

### Bagni Ganjali Khan

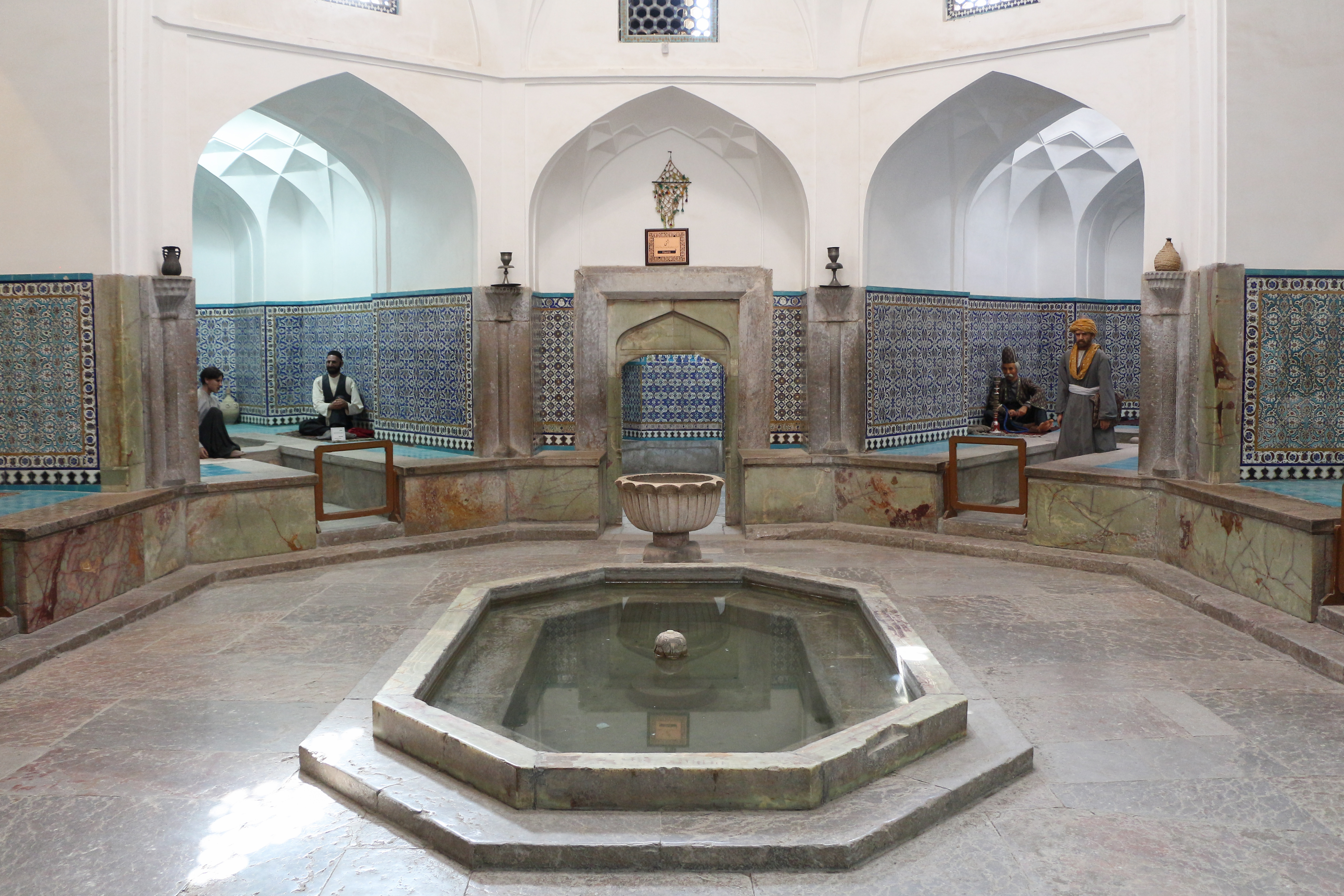
Bagni Ganjali Khan

Furono costruiti nel 1631, nella parte sud di piazza Ganjali, in una parte del Bazar Vakil noto come Bazar Ganjali. L'ingresso dell'edificio è dipinto con ornamenti di  era safavide. Una caratteristica interessante della sua finitura architettonica è che le pietre scolpite del soffitto coincidono con quelle del pavimento. È composto da una stanza spogliatoio, una stanza fredda e una stanza calda, tutte coperte da cupole. I bagni Ganjali sono opere uniche di architettura decorate con mattonelle di squisita fattura, dipinti, stucchi e archi.
I bagni sono stati convertiti in un museo antropologico nel 1971. Nella sezione gabinetto e nel cortile principale dei bagni ci sono molte statue realistiche. Queste statue sono state progettate presso la facoltà di belle arti dell'università di Teheran nel 1973 e poi trasferite in questo museo.

### Bazar Ganjali Khan
Il bazar si trova nella parte sud di piazza Ganjali. All'interno, è decorato con raffinati intonaci e pitture murali che, nonostante abbiano 400 anni, sono ancora ben conservati. Il bazar è lungo 93 metri ed è collegato alla piazza Ganjali attraverso 16 iwan e volte.

### Caravanserraglio e moschea Ganjali Khan

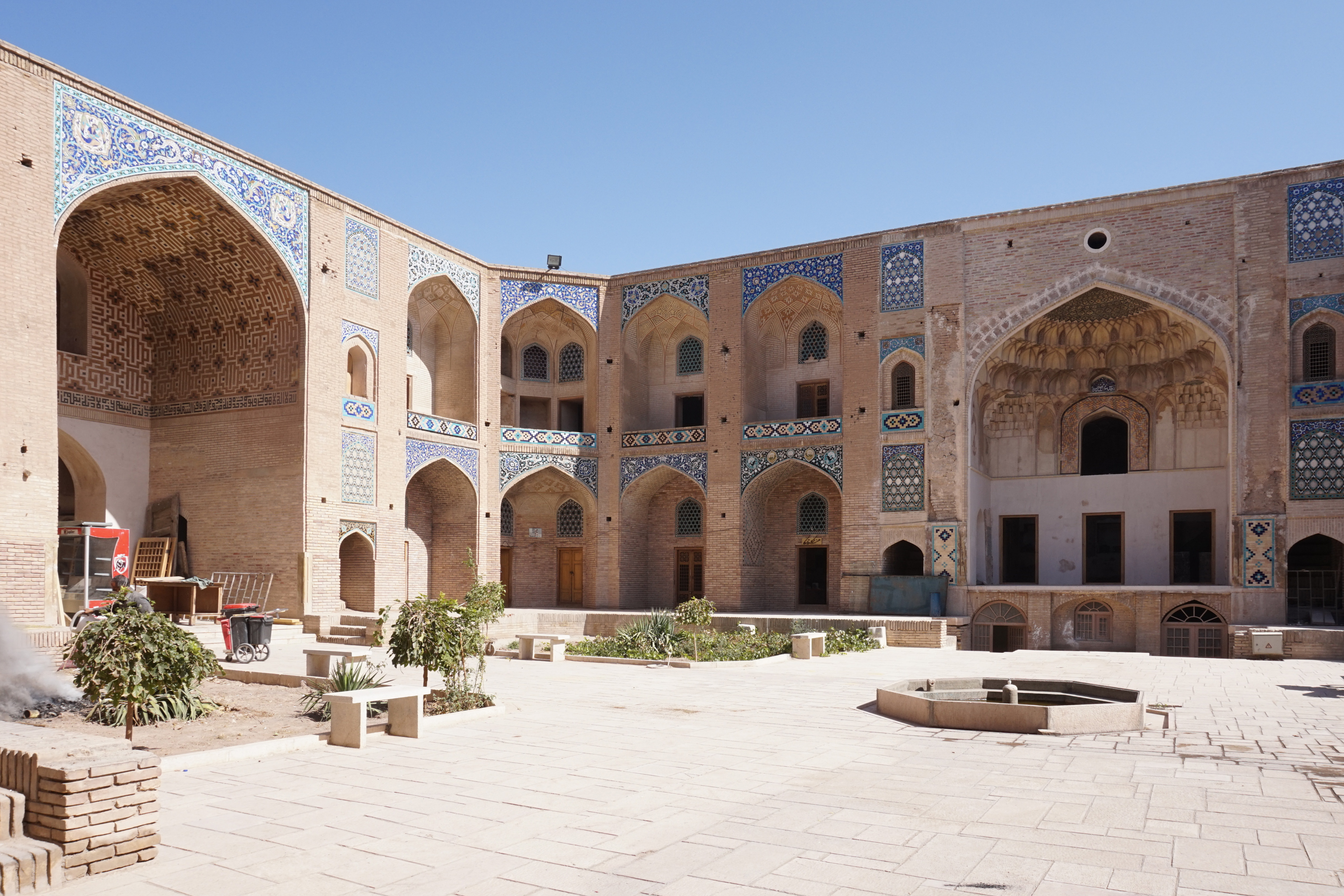
Caravanserraglio Ganjali Khan

Il caravanserraglio si trova sul lato est della piazza Ganjali. Il suo portale reca un'iscrizione di fondazione del 1598 composta dal  calligrafo Alireza Abbasi. La pianta del caravanserraglio si basa sul modello a quattroiwan, con sale a due piani centrate su alti iwan che avvolgono quattro lati di un cortile aperto. C'è una fontana ottagonale, al centro del cortile, smussata agli angoli. Il caravanserraglio misura trentuno metri e mezzo per ventitré. Ha una piccola moschea a cupola, in un angolo, che misura cinque metri e mezzo per cinque.

### Zecca Ganjali Khan
La costruzione della zecca ebbe inizio nel 1598 e terminò nel 1625. Le decorazioni interne sono realizzate su intonaco ocra e mattoni. L'edificio ha un alto tamburo, coronato da una cupola per immettere la luce e far arieggiare il locale.
La zecca è stata convertita in museo numismatico nel 1970. Il museo espone monete di diversi periodi: dell'Impero partico, dell'Impero sasanide, delle dinastie safavide e afsharida.

## Galleria d'immagini

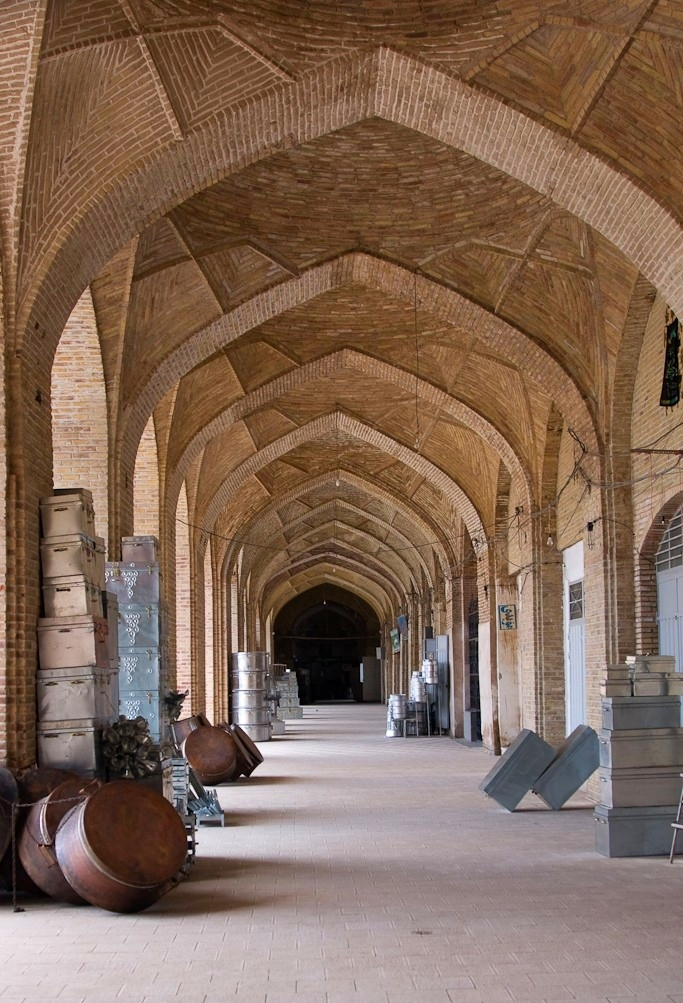
Vista della galleria del bazar che fiancheggia piazza Ganjali Khan
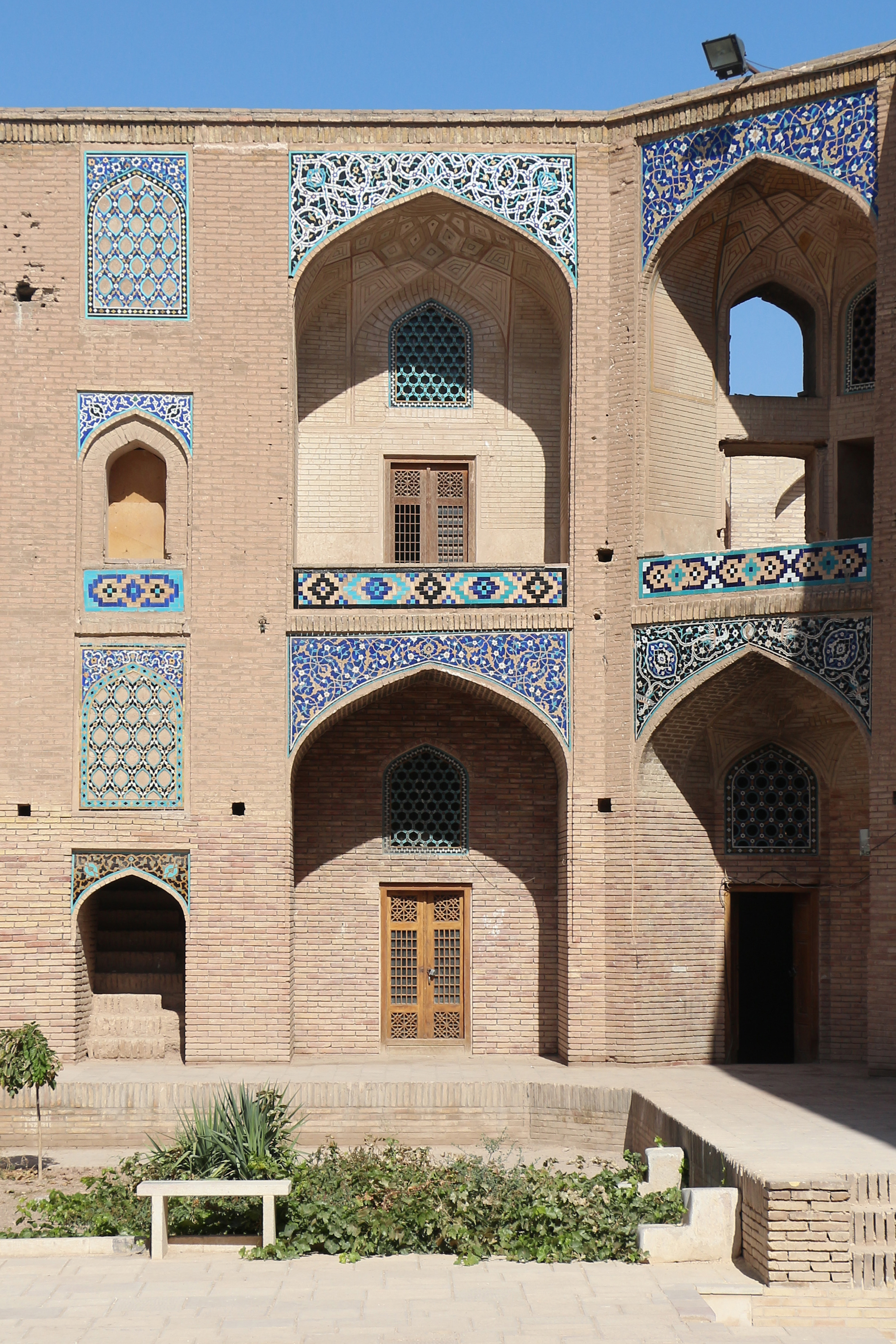
Caravanserraglio Ganjali Khan
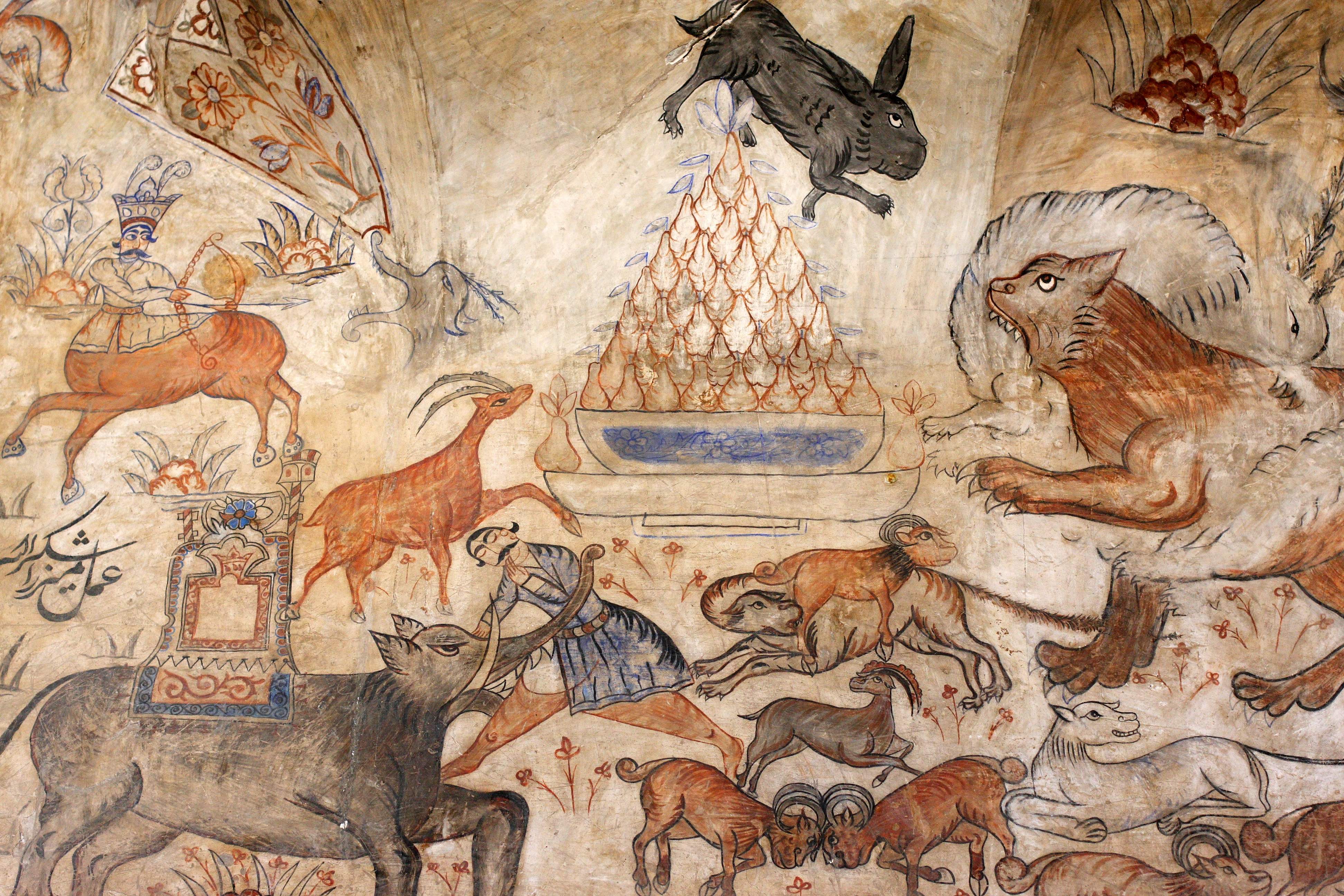
Affresco del Bazar Ganjali Khan
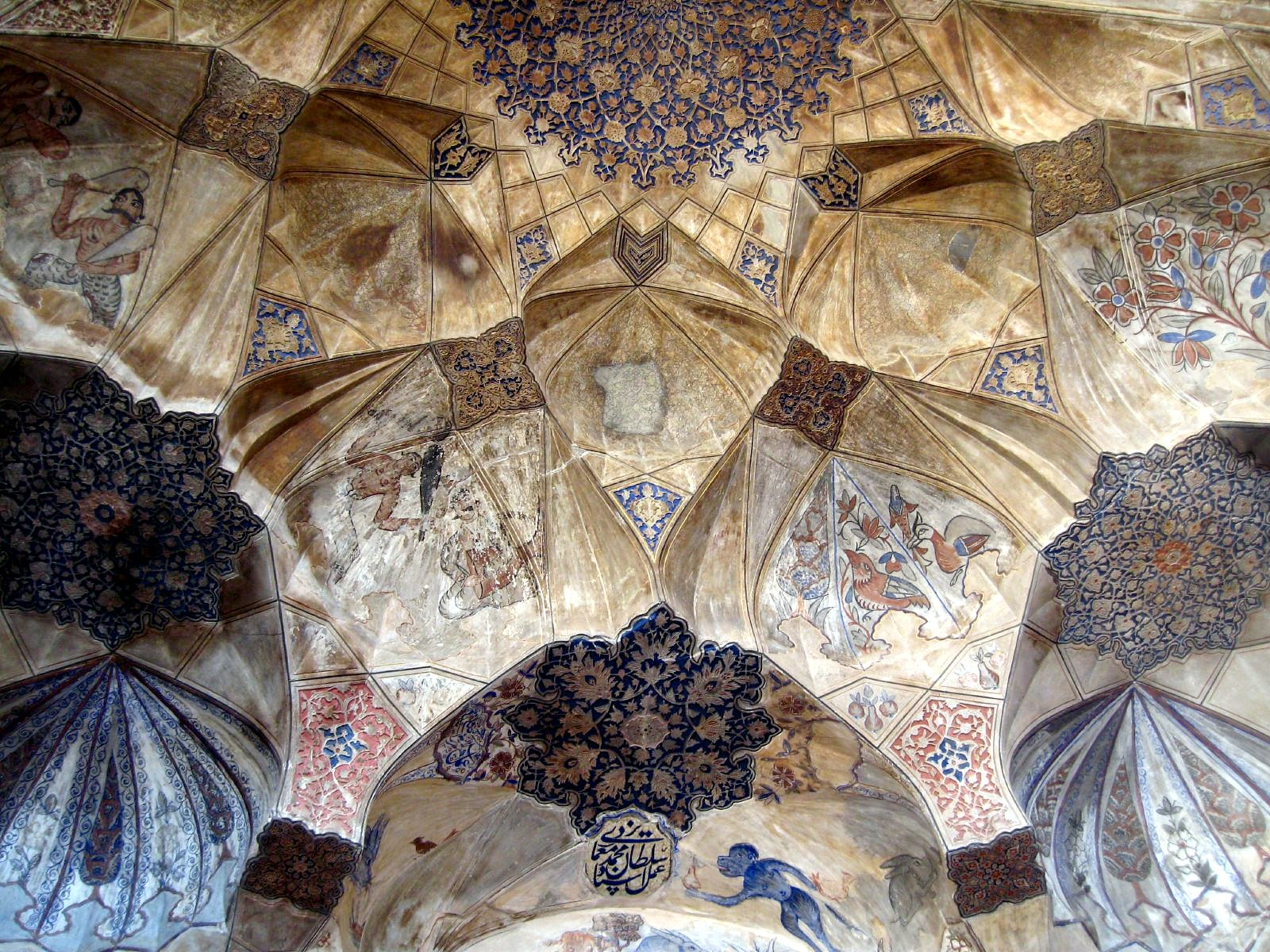
Affresco dei Bagni Ganjali Khan
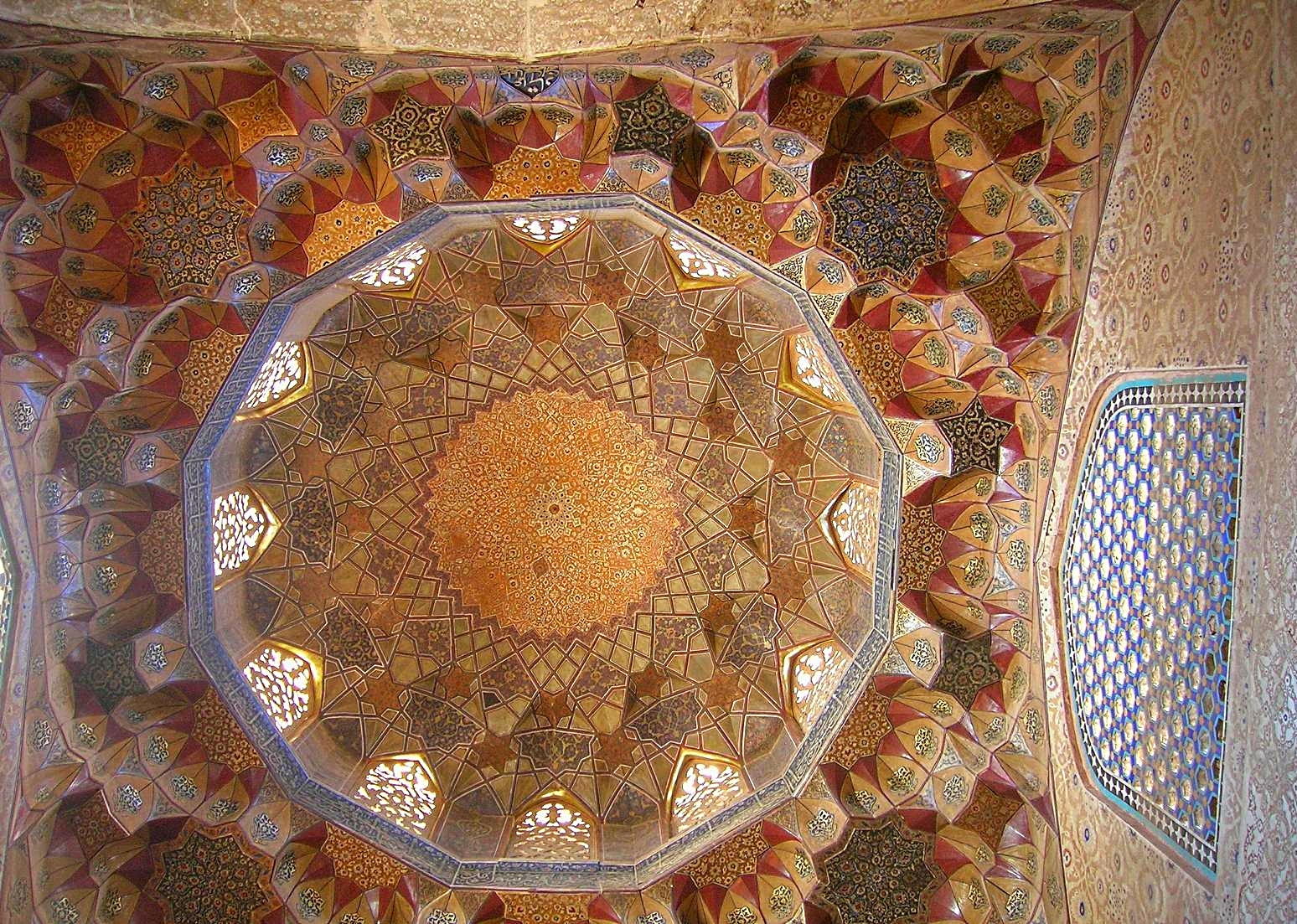
Vista dell'interno della moschea Ganjali Khan
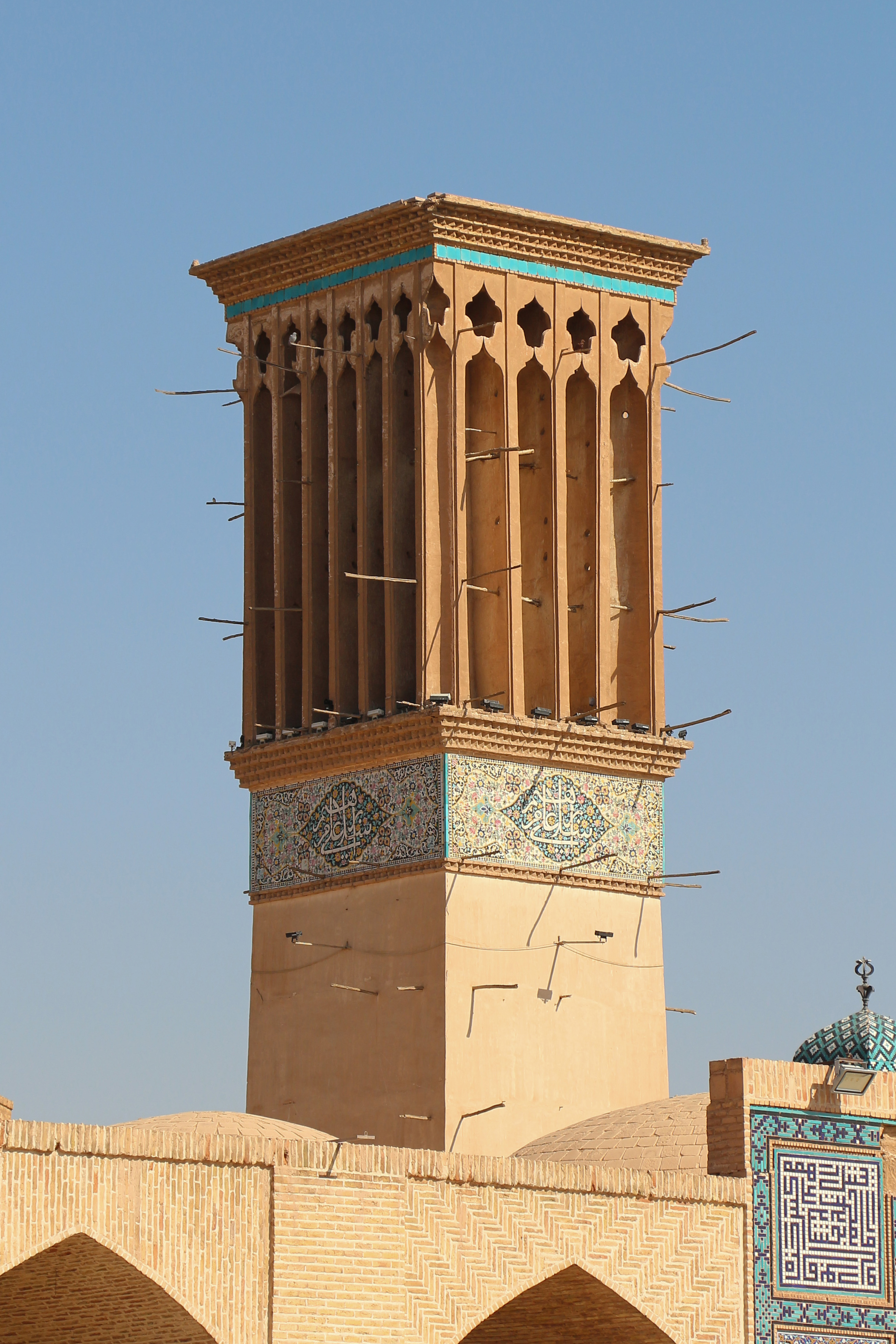
Una torre del vento nel complesso Ganjali Khan